# Planetarium Eisingi we Franeker
Planetarium Eisingi we Franeker (niderl. Koninklijk Eise Eisinga Planetarium) – mechaniczny ruchomy model Układu Słonecznego (planetarium) zaprojektowany i wykonany w latach 1774–1781 przez Eisego Eisingę, wkomponowany w sufit i ścianę jednego z pokoi w jego domu w centrum Franeker w północnej Holandii.
Najstarsza tego typu nieprzerwanie działająca instalacja na świecie. Napędzana przez zegar wahadłowy, ukazuje rzeczywiste położenie Słońca, Ziemi, Księżyca oraz pięciu znanych w XVIII wieku planet (Merkurego, Wenus, Marsa, Jowisza i Saturna). Modele planet okrążają model Słońca w czasie realnym, a odległości między ciałami niebieskimi utrzymywane są z zachowaniem odpowiednich proporcji.
W 2023 roku podczas odbywającej się w Rijadzie 45. sesji Komitetu Światowego Dziedzictwa Planetarium Eisingi wpisane zostało na listę światowego dziedzictwa UNESCO.

## Charakterystyka

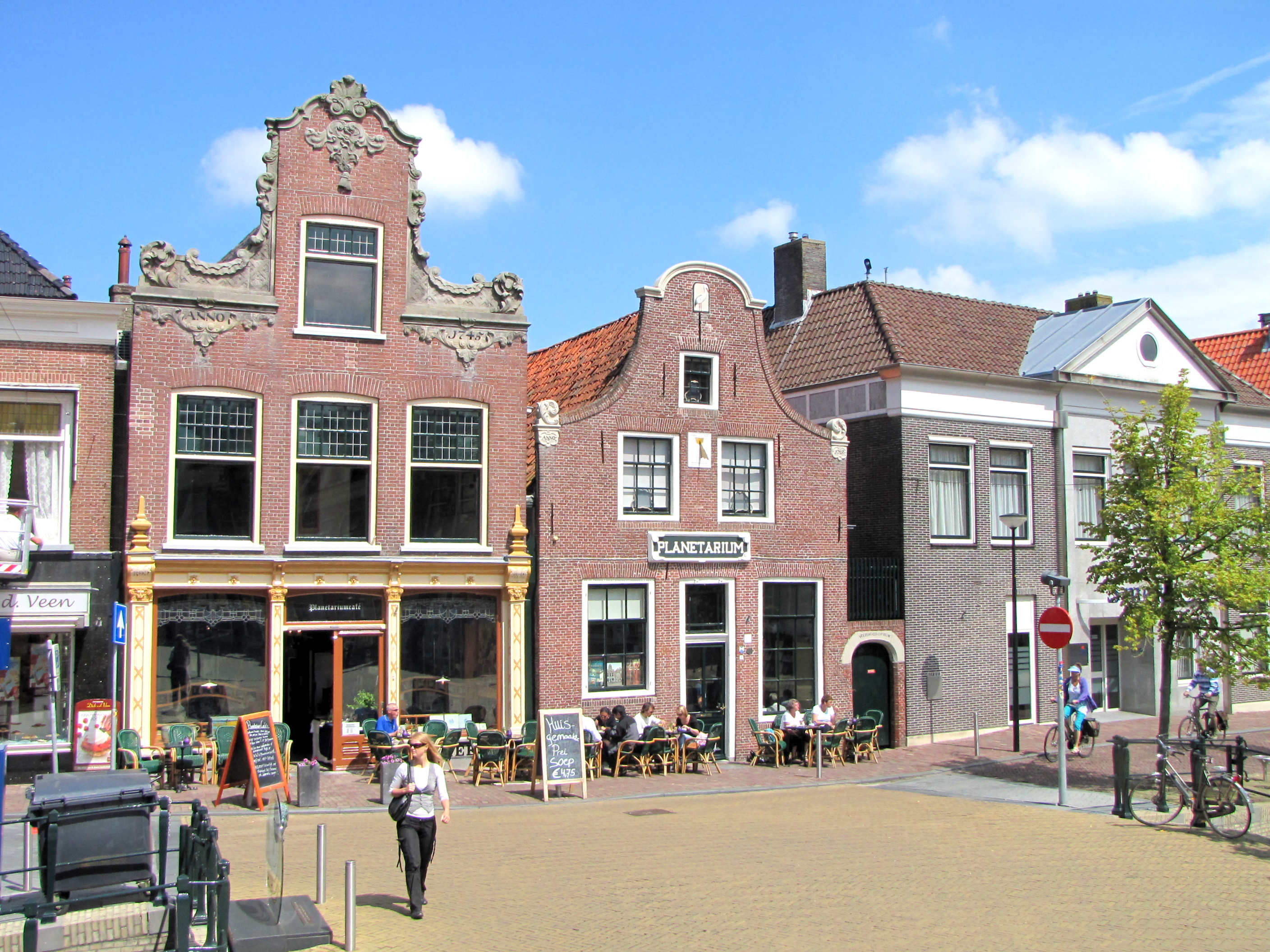
Budynek Planetarium Eisingi we Franeker (2011)

Planetarium Eisingi znajduje się w budynku przy Eise Eisingastraat 3, naprzeciwko monumentalnego renesansowego ratusza, nad kanałem w centrum miasta Franeker, które jest siedzibą gminy Waadhoeke w prowincji Fryzja, w północnej Holandii. Wybudowane zostało w latach 1774–1781 z inicjatywy miejscowego producenta wełny oraz astronoma-amatora Eisego Eisingi z wykorzystaniem belkowej konstrukcji jego domu (sufitu oraz południowej ściany jego salonu i sypialni).
W pomieszczeniu pełniącym niegdyś funkcję salonu połączonego z sypialnią, na suficie umieszczony jest model Układu Słonecznego w postaci tarczy o średnicy 3,2 m pomalowanej w kolorze błękitu pruskiego z czarno-złoconymi literami, sześcioma okrągłymi szczelinami oraz Słońcem namalowanym w części centralnej. Z sufitu na metalowych prętach wystających ze szczelin zwisają drewniane kule reprezentujące Słońce, Ziemię, Księżyc oraz pięć znanych w chwili wykonania modelu planet (Merkury, Wenus, Mars, Jowisz i Saturn). Pomalowane są w połowie na kolor złoty, a w połowie na czarno, co ma wskazywać ich stronę dzienną i nocną.

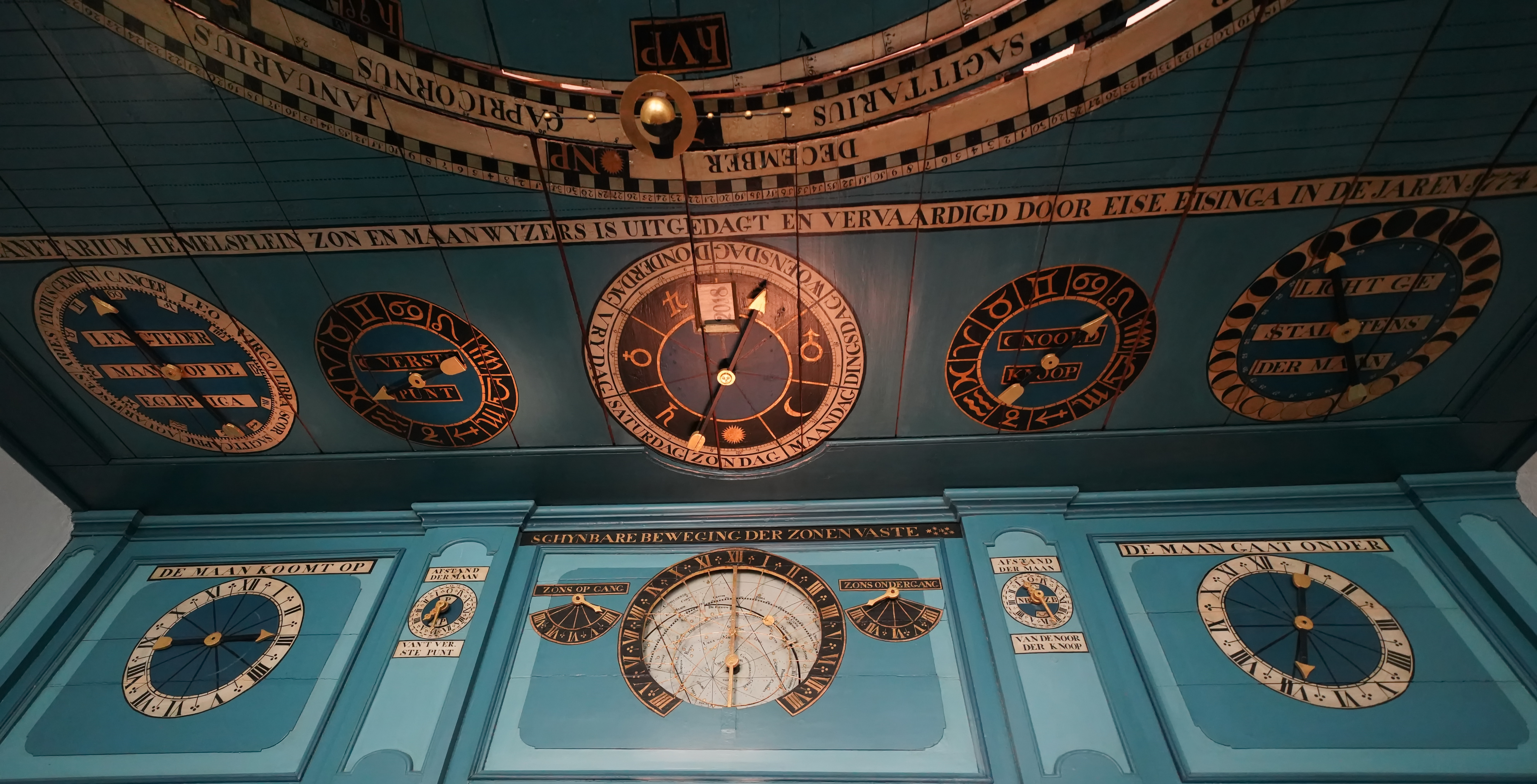
Zegary nad alkową (2018)

Planety wokół Słońca oraz Księżyc wokół Ziemi krążą w czasie rzeczywistym – model Merkurego okrąża model Słońca w 88 dni, zaś modelowi Saturna pełny obieg zajmuje ponad 29 lat. Zachowana jest również odpowiednia skala odległości pomiędzy poszczególnymi ciałami niebieskimi (1 milimetr na modelu odpowiada 1 milionowi kilometrów). Nie została natomiast zachowana proporcja w odniesieniu do wielkości planet, np. kula reprezentująca Ziemię ma 3,5 cm średnicy, a Słońce – 16 cm.
W górnej części ściany południowej oraz w przylegającej do niej części sufitu umieszczonych jest także dwanaście niewielkich tarcz pokazujących m.in. aktualną datę, godzinę, fazę księżyca czy położenie ważniejszych gwiazd. W suficie mieszczącego planetarium pokoju znajduje się mechanizm zębaty wprawiający planety w ruch, składający się z ok. 60 dębowych obręczy i dysków o różnej wielkości, które łączy niemal 6000 ręcznie kutych żelaznych sworzni. W południowej ścianie pomieszczenia znajduje się alkowa, w suficie której umieszczony jest zegar wahadłowy sterujący całym mechanizmem. Zegar napędzany jest przez dziewięć wiszących w szafkach po obu stronach łóżka wolno opadających ciężarków, które w regularnych odstępach czasu muszą być podnoszone.
Koła zębate są czyszczone i smarowane co roku, natomiast raz na 12–15 lat cały mechanizm poddawany jest gruntownej konserwacji. Elementy drewniane co dwa lata są kontrolowane pod kątem obecności kołatków i innych szkodników.
Budynek mieszczący planetarium jest zabytkiem stanowiącym narodowy pomnik (niderl. rijksmonument), wpisanym 21 lutego 1967 roku do Rijksmonumentenregister. W 2006 roku z okazji 225. rocznicy założenia Planetarium Eisingi otrzymało prawo do używania określenia Koninklijk (pol. „Królewskie”).